# Montespan
Montespan (em occitano:  Montespan) é uma comuna francesa na região administrativa da Occitânia, no departamento do Alto Garona. Estende-se por uma área de 12.57 km², com 457 habitantes, segundo o censo de 2018, com uma densidade de 36 hab/km².